# Naissance en 1439
Naissance
- 1435
- 1436
- 1437
- 1438
- 1439
- 1440
- 1441
- 1442
- 1443

Sigismond de Bavière, né en 1439.

Cette page dresse une liste de personnalités nées au cours de l'année 1439  :
- 3 mars : Ashikaga Yoshimi, frère du shogun Ashikaga Yoshimasa et rival pour sa succession dans un conflit à l'origine de la guerre d'Ōnin.
- 29 mai : Pie III, pape.
- 17 juin : Hélène de Laval, noble française.
- 18 juillet : Jean V de Saxe-Lauenbourg, duc de Saxe-Lauenbourg.
- 26 juillet : Sigismond de Bavière, duc corégent de Bavière-Munich puis duc de Bavière-Dachau.
- 10 août : Anne d'York, ou Anne Plantagenêt, duchesse d'Exeter, est un membre de la Maison d'York.

- Madeleine d'Amboise, abbesse simultanément des abbayes bénédictines de Charenton-du-Cher et de Saint-Menoux.
- Élisabeth de Bourgogne (1439-1483), ou Élisabeth de Nevers, noble française, héritière du comté de Nevers et duchesse de Clèves.
- Bernardin de Feltre, frère mineur et missionnaire.
- Jean VI de Mecklembourg, duc de Mecklembourg.
- Antoine de Schaumbourg, corégent d'Holstein-Pinneberg et du comté de Schaumbourg.
- Louis V de Wurtemberg, comte de Montbéliard, comte de Wurtemberg et comte d'Urach.
- Francesco di Giorgio Martini, peintre, sculpteur italien de l'école siennoise du Quattrocento et ingénieur militaire de la Renaissance.
- Charles II Manfredi, seigneur de Faenza.
- Kujō Masatada, noble de cour japonais (kugyō) de l'époque de Muromachi.
- Cosimo Rosselli, peintre italien.
- Hua Sui, fonctionnaire et imprimeur chinois.

- Date inconnue :
- Seong Hyeon, musicien et théoricien de la musique coréen de la dynastie Joseon († 1504),

date incertaine (vers 1439)
- Jacques II de Chypre,  dit le bâtard ou l'archevêque, roi de Chypre.

## Crédit d'auteurs
- Cet article est partiellement ou en totalité issu de l'article intitulé « 1439 » (voir la liste des auteurs).